# Maciej Kaliński
Maciej Jacek Kaliński (ur. 9 maja 1974 w Warszawie) – polski prawnik, profesor nauk społecznych w dyscyplinie nauki prawne, profesor Uniwersytetu Warszawskiego, specjalista w zakresie prawa cywilnego.

## Życiorys
Absolwent VI Liceum Ogólnokształcącego im. Tadeusza Reytana w Warszawie (1993). W 1997 ukończył z wyróżnieniem studia prawnicze na Wydziale Prawa i Administracji Uniwersytetu Warszawskiego. Tam też po odbyciu studiów doktoranckich w 2000 otrzymał stopień naukowy doktora nauk prawnych, zaś w 2009 na podstawie dorobku naukowego oraz rozprawy pt. Szkoda na mieniu i jej naprawienie uzyskał stopień doktora habilitowanego nauk prawnych w zakresie prawa, specjalność: prawo cywilne. W 2011 został profesorem nadzwyczajnym Uniwersytetu Warszawskiego oraz kierownikiem Katedry Prawa Cywilnego Wydziału Prawa i Administracji tego uniwersytetu. W latach 2010–2018 był członkiem Rady Legislacyjnej, z czego od 2011 jako jej wiceprzewodniczący.
W październiku 2018 mimowolnie stał się bohaterem mediów jako „król reprywatyzacji”, kiedy Miasto Jest Nasze ujawniło, że w ramach warszawskiej reprywatyzacji jako pełnomocnik uzyskał najwyższą kwotę odszkodowań, tj. 236 mln zł.
W 2023 otrzymał tytuł naukowy profesora nauk społecznych w dyscyplinie nauki prawne.